# Пусть светит
«Пусть све́тит» — рассказ А. П. Гайдара, впервые опубликованный в 1933 году.

## Сюжет
Взрываются снаряды. К некому селу, где недавно утвердилась Советская власть, перебрасывает силы Белая армия. Гарнизон незначительных масштабов Красной армии предпринимает попытку эвакуации мирного населения из опасной зоны в безопасное место. Волей случая, опоздавшие на сбор двое комсомольцев - 16-летние Ефимка и Верка, становятся ответственными за судьбу нескольких семей беженцев, которых нужно переправить в село Кожухово. Не обнаружив на своем месте подводчика, ребята берут на себя управление двумя подводами. Небольшой отряд сбивается с пути и выходит к занятому белыми селу Кабакино. Вокруг лес. Мать Ефима предлагает разделиться и каждому идти своей дорогой, но Ефимка называет ее "дурой". Ведь вместе с ними едут старуха-еврейка и жена пулеметчика Красной армии, которых белые казаки не пощадят. После размышлений беженцы решают, что все-таки нужно всем вместе пробиваться к своим, а там будь что будет. 
На привале Верка вспоминает свое детство до революции и думает о том, что Красная армия не может погибнуть. В просвете между черных туч девушка вдруг видит знакомую звезду. Вместе с Ефимом они начинают фантазировать о том, какая жизнь будет при социализме, когда закончится Гражданская война. 
Утром отряд собирается дальше. Перед лицом возможной смерти женщины прихорашиваются: надевают новые платья и башмаки. 
На следующее утро обнаруживается, что одна кляча пропала. В ходе поисков Верка выходит на дорогу, где видит двоих крестьян - старика и мальчика. Они сидят рядом с телегой, а их лошадь застрелили белые. Старик сначала принимает Ефимку за члена банды, но потом видит свою ошибку и рассказывает, как найти Кожуховку. Ефим отправляется за подмогой. 
На пути комсомолец натыкается на трех вражеских всадников, ему удается оторваться от погони, но белые убивают его верного каурого конька. Выстрелив в ответ, Ефим убивает одного из врагов, а остальные убегают. Воспользовавшись конем белого, юноша удачно добирается до гарнизона красноармейцев. Тем временем Донецкий полк ведет бой в селе Кабакино, который заканчивается победой наших. Враг разгромлен, женщины и дети в безопасности, а Ефимке разрешают остаться в рядах борцов за революцию. Ведь Гражданская война продолжается. В конце рассказа Ефим и Верка обещают друг другу не забывать их ночной разговор в лесу, понимая, что могут больше в жизни никогда не встретиться.

## История создания и публикации
По одним источникам, рассказ был написан в 1933 году и был передан писателем в издание после возвращения из путешествия на Дальний Восток ко дню пятнадцатилетнего юбилея Коммунистического союза молодёжи. В других же источниках говорится, что произведение было создано в 1931 году и в художественном плане близко к другому труду автора — повести «Школа».
Впервые рассказ «Пусть светит» был опубликован на страницах двух номеров журнала «Пионер» (1933, сентябрь, № 17—18 и октябрь, № 19). Это издание явилось началом сотрудничества А. П. Гайдара с детским журналом. Отдельной книгой рассказ при жизни автора не был издан. Самостоятельное издание вышло в 1943 году в Детгизе, к двадцатипятилетию ВЛКСМ.
Отмечается, что рассказ «Пусть светит» мало знаком кругу читателей, во всяком случае, меньше других произведений А. П. Гайдара.

## Экранизации
По одноимённой повести А. П. Гайдара режиссёром Е. Е. Кареловым был поставлен художественный фильм, вышедший на советские экраны 7 ноября 1960 года. Также в 1954 году режиссёрами М. В. Корчагиныи и В. П. Басовым по мотивам произведений А. П. Гайдара, в число которых входил и рассказ «Пусть светит», был снят фильм «Школа мужества».